# 朴振
朴 振（パク・チン、 パク・ジン、韓国語: 박진、1956年9月16日 - ）は、韓国の政治家、元外交部長官。元外交官（外交部職員）。第16・17・18・21代国会議員。本貫は驪州朴氏。キリスト教徒。

## 来歴
ソウル特別市鐘路区出身。咸鏡北道明川郡出身の父親と咸鏡南道北青郡出身の母親のもとで生まれた。
京畿高等学校、ソウル大学校法科大学・同大学院、ハーバード大学ケネディスクール（行政学修士）、オックスフォード大学（政治学博士）卒。ロンドン大学キングス・カレッジ研究員、延世大学校東西問題研究院研究教授を歴任した。米国ニューヨーク州弁護士試験合格。
第11回外務高等試験合格後、外交部に入省。金泳三政権で大統領秘書室海外担当公報秘書官・政務企画秘書官を務めた。政界入り後はハンナラ党総裁特別補佐役、第16代国会科学技術情報通信委員会委員、ハンナラ党共同スポークスマン、第17代国会前半期国防委員会委員、後半期統一外交通商委員会委員、第17代大統領職引受委員会外交統一安保分科委員会幹事、ハンナラ党国際委員会委員長、第18代国会外交通商統一委員会委員長、知識経済委員会委員を歴任した。
第16・17・18代総選挙ではソウル特別市鐘路区選挙区から、2020年の第21代総選挙ではソウル特別市江南区乙選挙区から出馬した。2024年の第22代総選挙ではソウル特別市西大門区乙選挙区から出馬することとなった。

### 外交部長官として
2022年4月、尹錫悦次期大統領により外交部長官に指名され、5月12日に正式に任命された。
2022年7月18日から20日にかけて銃撃事件で死亡した安倍晋三元首相の追悼のために来日。林芳正と日韓外相会談を行った。徴用工問題の早期解決については一致したものの、具体的な対応方針については双方が意見を出すに留まった。
同年8月、ASEAN関連外相会議出席のためカンボジア、プノンペンを訪問。8月4日には林芳正と日韓外相会談を行い、前月に続き、両国間の懸案等について協議を加速させることで一致した。その中で、韓国側はキャッチオール規制の規制解除を日本側に求めたが、日本側は徴用工問題とは別な話であるとして要請に応じなかった。
同年8月9日、中華人民共和国を訪問し、山東省の青島で王毅中韓外相会談を行った。同月にナンシー・ペロシの台湾訪問が行われて米中関係が悪化する中、中国側からはアメリカが構築しようとする半導体供給網構築に傾斜しないことと、THAAD基地の運用を制限するなどの注文を行った。
2022年9月29日、尹錫悦のイギリス・米国・カナダ訪問に成果がなく、「外交的な惨事」に終わったとして、国会で朴の外務部長官解任建議案が通された（国民の力がボイコットで集団退場したため、170名中168名賛成）。翌30日に尹錫悦は朴の解任を拒否した。
2024年1月10日、尹錫悦が趙兌烈を新しい外交部長官に任命したことにより退任。

## 騒動
2004年10月、国防関連の国政監査の前に関連資料を報道機関に提供したが、弾薬の備蓄量などの具体的なデータが書かれていたため、軍事機密の漏洩に当たるという批判を受けた。朴本人は国民に知る権利があり、過度な秘密保護がかえって国民を不安にさせると主張したが、結局国会倫理特別委員会からの警告を受けた。
2006年3月3日、ハンナラ党事務総長の崔鉛熙による女性記者へのセクハラ事件の後、朴は事件の原因を「爆弾酒文化」とした上、国会での記者会見で金づちで酒が入ったコップを破壊するパフォーマンスを行った。しかし、セクハラを行ったのは酒ではなく人で、事件の本質を歪曲したという批判を受けた。
2008年に盧武鉉の自殺の原因となった「朴淵次ゲート」に巻き込まれ、当時は2万ドルの不法政治資金を受け取ったなどの疑いで起訴された。一審では300万ウォンの罰金刑を宣告され、議員失職の危機に陥ったが、控訴審では2万ドルの件が無罪となり、借名後援寄付金の件だけが有罪となったため、80万ウォンの罰金刑に変更され、議員職をかろうじて維持できた。
2022年の外務部長官人事聴聞会で、長男は海外のオンラインギャンブルサイト経営会社で勤めており、しかも同社の「設立役員」「最高執行責任者（COO）」である疑惑が提起された。これに対し、朴は長男が同社の創立者であることを否定した上、「会社の案内を見ればゲーム会社、広く見ればゲームソフトウェアを開発し、ライセンスを与える会社だと知っている」「（オンラインで現金をかけてポーカーをプレイしても）広く見るとゲームだと思う」と話し、長男の勤務先が「ギャンブル」と無関係であると強調した。

## エピソード
2005年9月に独島守護のために、韓国海軍の潜水艦の戦力増強を提案し、「独島の持つ領土の象徴性などを考慮して、与野党議員たちが独島を訪問しよう」とも提案した。また、2010年4月18日に国会外交通商統一委員長として金炯旿国会議長と共に独島に上陸した。
ウィキリークスによると、朴は2008年6月18日、ソウルでアメリカ国防総省の東アジア・太平洋問題担当次官補に会った時、米国産牛肉の輸入反対ろうそくデモに触れ、「韓国はあまりにも多くの民主主義を持つようになった」などと発言した。
2022年4月26日、ソウル鍾路区の人事聴聞準備事務室への出勤途中に記者からの「フランスのマクロン大統領が再選に成功し、プーチン大統領が祝電を送ったが、この状況をどう見ますか」という質問を受け、「まず個人的にプーチン大統領の当選を祝賀する」と答えた。しばらくして周辺の反応に気づいて「あー、マクロン大統領」と言い直した。
2022年5月27日、ソウルのロッテホテルで開かれた韓・中南米修交60周年記念特別フォーラムでスペイン語で開会の挨拶を述べた。

## ギャラリー
- 米国のウェンディ・ルース・シャーマン国務副長官と（2022年6月6日）
- 左から米国のアントニー・ブリンケン国務長官、日本の林芳正外相、朴（2022年9月22日）
- 左から米国のビル・ネルソン元上院議員、朴、元宇宙飛行士のパメラ・メルロイ（2023年2月2日）